# Corythoichthys amplexus
Corythoichthys amplexus är en fiskart som beskrevs av Dawson och Randall 1975. Corythoichthys amplexus ingår i släktet Corythoichthys och familjen kantnålsfiskar. IUCN kategoriserar arten globalt som livskraftig. Inga underarter finns listade i Catalogue of Life.